# Séniorat
Le séniorat est, en droit des successions, une loi coutumière appliquée par la plupart des dynasties magyares et slaves du haut Moyen Âge, selon laquelle la couronne va au membre le plus âgé et/ou le plus compétent de la famille régnante.
Le successeur est habituellement désigné du vivant du roi en exercice.
Cela a donné lieu à des querelles intestines sanglantes qui ont décimé la dynastie Piast en Pologne, des Árpád en Hongrie, les Riourikides du Rus' de Kiev et celle des Přemyslides en Bohême, ce qui explique qu'il a été habituellement remplacé par la primogéniture.
La succession de la dynastie ottomane est devenue une succession par séniorat à partir du règne du sultan Soliman II (r. 1687-1691). Cette règle est toujours en vigueur au sein des prétendants au trône de la dynastie déchue. Ainsi le très âgé prince Haroun a succédé en 2021 à "Osman VI" en vertu de cette règle. 
À partir de la mort du roi Abdelaziz en 1953, la succession de la dynastie saoudienne était régie par la règle de séniorat. Cette règle a pris fin en pratique avec la déchéance du prince héritier Moukrine en 2015 au profit de son neveu. 